# نسرين بروك
نسرين بروك هي لاعبة كاراتيه مغربية. فازت بالميدالية الذهبية في منافسات 68 كغ للسيدات في دورة الألعاب الإفريقية 2019 التي أقيمت بالرباط بالمغرب.
في عام 2021، تنافست في بطولة العالم للكاراتيه التي أقيمت في دبي، الإمارات العربية المتحدة. وأُقصيت في الإعادة ضد الحائزة على الميدالية البرونزية في نهاية المطاف أليزي أجير من فرنسا.
حصلت على إحدى الميداليات البرونزية في دورة ألعاب البحر الأبيض المتوسط التي أقيمت في وهران بالجزائر. كما حصلت على إحدى الميداليات البرونزية في منافسات وزن 68 كغ سيدات في دورة ألعاب التضامن الإسلامي 2021 التي أقيمت في قونية، تركيا.
وفي عام 2023، تنافست في منافسات أقل من 68 كغ في بطولة العالم للكاراتيه التي أقيمت في بودابست بالمجر.